# Ламперье, Лоик
Лоик Ламперье (фр. Loïc Lampérier; 7 августа 1989, Монт-Сент-Эньян, Франция) — французский профессиональный хоккеист, нападающий клуба «Руан». Игрок сборной Франции по хоккею с шайбой.

## Биография
Лоик Ламперье начал профессиональную карьеру в молодёжной команде клуба «Руан». Во французской лиге дебютировал в сезоне 2007/08. Сезон 2010/11 провёл в аренде в «Бриансоне», по итогам сезона получив приз Жан-Пьера Графа как лучший новичок лиги. С 2013 года выступает за «Руан». В 2010 году впервые выступил на чемпионате мира по хоккею с шайбой за национальную сборную Франции.